# 518 Halawe
518 Halawe
518 Halawe là một tiểu hành tinh ở vành đai chính. Nó được Raymond Smith Dugan phát hiện ngày 20.10.1903 ở Heidelberg, và được đặt theo tên món bánh kẹo Halva ở Trung Đông mà ông ưa thích.